# Sinagoga din Sighet
Templul Vijnițer Kloiz este o sinagogă din Sighetu Marmației, monument istoric și de arhitectură. Numele sinagogii provine de la curentul hasidic din Vijnița., dominant în rândurile evreilor din Sighet la sfârsitul secolului al XIX-lea și în prima jumatate a secolului al XX-lea. Sinagoga mai este denumită uneori și „Sinagoga «sefardă» nouă” sau „Sinagoga Kahan” (după numele prescurtat al familiei de rabini și oameni de afaceri Kahana-Heller)

## Istoric
Evreii s-au așezat la Sighet începând din secolul al XVII-lea, venind în valuri din Galiția, alte regiuni din Polonia și Imperiul Rus. La finele secolului al XVIII-lea evreii din Sighet erau în număr de câteva duzine și au fost primii din Maramureș care aveau un rabin propriu - pe Tzvi ben Moshe Avraham , cunoscut și ca Hirsch Abrahamovitsch (între 1759-1771) .În 1802-1819 a slujit la Sighet rabinul Yehuda Kahana Heller, autorul cărții „Kuntres Hasfekot” (Broșura îndoielilor). Urmașii săi, din familia Kahana-Heller au jucat un rol însemnat în viața religioasă și economică a orașului. În anul 1830 evreii din Sighet erau deja în număr de 300 și rabinul lor era Menahem Mendel Stern
La începutul secolului al XIX-lea a dominat în rândul evreilor locali curentul hasidic Kosov, și rabinul Stern s-a alăturat acestuia. În 1854 după  moartea admorului (mare rabin) Haim din Kosov, această mișcare hasidică s-a scindat și majoritatea adepților ei la Sighet și în tot Maramureșul l-a urmat pe fiul cel mic al lui Haim, rabinul Menahem Mendel Hager, care s-a stabilit la Vijnița în Bucovina și a întemeiat hasidismul Vijnița sau Wizhnitz.În ciuda acestui fapt, în 1858, a luat ființă la Sighet o mișcare hasidică proprie -- hasidismul Sighet, ulterior numit Satmar (după orașul Satu Mare), fondatorul ei fiind cel ales ca rabin al Sighetului, Yehuda Yekutiel Teitelbaum, care a deschis în oraș o ieșivă prestigioasă, ieșiva Yetev Lev.
Hasidismul Kosov-Vijnița din Maramureș era marcat prin simplitate, chiar naivitate, cordialitate, moderație, purtare și obiceiuri populare, în vreme ce hasidismul Sighet-Satmar era mai combativ și fanatic. Rabinii ortodocși ai orașului în secolul al XX-lea au fost aleși din rândul curentului Sighet-Satmar, din familia Teitelbaum (Teitelboim).
În Sighet au mai funcționat și instituții ale unor noi mișcări hasidice - numite Zidicev, Krecinov (1890, fondator:rabinul Meir Rosenbaum) și Spinka (1880. fondator:rabinul Yosef Meir Weiss)
În Holocaust, în primavăra-vara anului 1944, după intrarea armatei germane în Ungaria, sub administrația maghiară, au pierit în scurt timp, în deportare la Auschwitz, marea majoritate a celor 10,000 de evrei din Sighet. În prezent comunitatea evreiască din Sighet numără circa 50 persoane, majoritatea cu familii mixte.

### Istoria Templului Vijnițer Kloiz (Templul nou „sefard”)
În anul 1887 o parte din comunitatea hasidică dominată de curentul Kosov-Vijniț condusă de influenta familie de rabini și oameni de afaceri Kahana-Heller împreună cu rabinul Yehuda Mudren, adept al școlii Hatam Sofer din Pressburg (Bratislava) nu au acceptat aderarea la Biroul israelit ortodox din Budapesta și s-a desprins de curtea rabinului șef al Sighetului din familia Teitelbaum, alcătuind așa numita „obște sefardă”. Nu era vorba de evrei sefarzi, ci de evrei așkenazi care ca majoritatea hasidismului din regiune adoptase versiunea numită "sefardă" - „nossah sefarad” - a cărților de rugăciune (care nu este identică cu cea evreilor sefarzi, numită „nossah hasefaradim”). Ca rabin al acestei obști care a optat atunci pentru înregistrarea ca "obște status quo"  a fost ales dr. Samuel Benjamin Dantzig, rabin ortodox sionist cu pregătire de ieșivă și academică (doctorat al Universității din Frankfurt pe Main). Obștea „sefardă” a construit în anii 1885-1886 pe strada numită azi a Basarabiei, întâi un templu cunoscut ca Kloiz Vijniț-Otania sau „sefard vechi” (dărâmat mai târziu în anul 1970). În anii 1896-1902 a fost construit în apropiere, cu contribuția familiei Kahana-Heller, un templu mai mare, inaugurat în anul 1902.    
Acesta a fost numit Vijnițer Kloiz și era cunoscut și ca „Sinagoga sefardă cea nouă”. Cu vremea, acestei comunități i s-au alăturat mulți din evreii cu orientare modernă, deschiși spre cultura țării.
Ulterior la aripa de nord a templului s-a anexat o mică încăpere care a servit ca școală primară tradițională pentru băieți - „heder”  sau Talmud Tora.
Pe parcursul anilor o mare parte a familiei Kahana a revenit la sinagogile dominate de rabinii curentului Sighet-Satmar. 
Scriitorul și eseistul Elie Wiesel (1928-2016), a locuit în copilărie în apropierea acestui templu. 
Templul Vijnițer Kloiz a suferit în timpul Primului Război Mondial de pe urma unei descinderi ale soldaților din armata rusă.
Sinagoga a trecut prin lucrări de refacere și restaurare în 1936. În 1940 Sighetul a reajuns sub control maghiar. În anii celui de-al Doilea Război Mondial (pentru Ungaria - 1941-1944) ea a fost folosită ca depozit de lenjerie, plăpumi, perne, saci de pene si puf. Rabinul sinagogii, dr Samuel Danzig, a fost deportat si a pierit la Auschwitz. După deportarea evreilor la Auschwitz în 16-21 mai 1944, sinagoga cu depozitul a fost spartă și jefuită. La finele anului 1944 orașul a revenit sub administrație română. Au urmat noi lucrări de renovare în 1950, 1970 și 1981. După Revoluția Română din 1989, în 2002-2004 a fost restaurată cu sprijinul unor donatori, între care Louis Cahan din Tulsa, Oklahoma, urmaș al familiei Cahana-Heller, Sjirk Van Der Zee din Țările de Jos etc. Până la reconstrucția Sinagogii Mari a hasizilor Satmar in 2017-2021 a fost singura sinagogă în funcție din Sighet și este recunoscută ca monument istoric.

## Arhitectura și decorațiile
Sinagoga este așezată la alinierea străzii. Este construită într-un stil eclectic: elemente de neo-baroc, precum curburile timpanurilor tavanelor laterale, elemente neo-maure ca de exemplu, stâlpi terminați în vazoane, ferestre grupate câte două sau trei terminate cu cuiburi bulbate, elemente de arhitectură neo-romanică, ca de pildă, timpanul unghiular principal, intrarea principală semiarcuită, cornișe și brâuri profilate simplu.
Fațada, în mare parte de culoarea piersicii, este zidită din cărămizi de teracotă, muluri albe și în unele porțiuni, ca de exemplu pe cele două turnulețe laterale - țiglărie roșie. În vârful fațadei sunt reprezentate Tablele Legii cu cele zece porunci.    
Deasupra intrării se află inscripția în ebraică din Biblie (Facerea,28,17):
„"Aceasta nu e alta fără numai casa lui Dumnezeu, aceasta e poarta cerului!" זה כי אם בית אלהים וזה שער  השמים”
Interiorul are influențe baroce și romantice, unii văd în el elemente de stil italienizant. Decorația interioară este relativ simplă, reținută, și se concentrează mai ales pe „bimá” (almemor) și pe chivot (altar, aron kodesh sau tevá) care sunt situate pe aceeași platformă peninsulară.
Zugrăvelile sunt deschise la culoare - în galben, albastru, alb și roșu. Fondul pereților este galben. Se disting stâlpi metalici filiformi,  sprijinitori ai galeriilor pentru femei, și ai arcelor subțiri, dantelate, ale plafoanelor orizontale 
Pereții și plafoanele sunt împodobite cu lucrături în lemn.
Altarul este maiestuos, în alb, cu mai multe coloane de fiecare parte, cu capiteluri  corintice, părți aurite, iar în partea superioară decorat cu Tablele Legii, pe un fond albastru și o fereastră rotundă cu Steaua lui David. Perdeaua care acoperă altarul este din catifea vișinie, cu broderii aurite.
Deasupra altarului stă scris în ebraică un citat din Psalmul 113, 3 
„מִמִּזְרַח שֶׁמֶשׁ עַד מְבוֹאוֹ מְהֻלָּל שֵׁם יְהוָה. De la răsăritul soarelui până la apus, lăudat este numele Domnului”